# Asashōryū Akinori

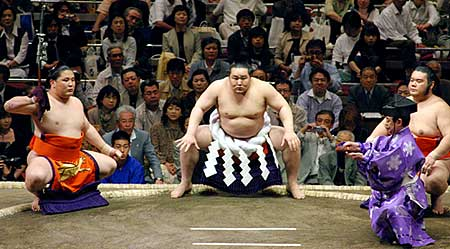
Asashoryu Akinori

Asashōryū Akinori (朝青龍 明徳), född Dolgorsüren Dagvadordzj (Долгорсүрэн Дагвадорж)  27 september 1980 i Ulan Bator, Mongoliet, är en före detta sumobrottare. Han var den förste sumobrottare (rikishi) från Mongoliet som uppnått yokozuna-värdighet, den högsta rangen i sumo.

## Brottarstil och färdighet
Till skillnad från de hawaiianska föregångarna Akebono Tarō och Musashimaru, har Asashoryu varit relativt lätt. 2001 vägde han 129 kg, gick upp till 131 kg  2002, 140 kg 2004, och 2006 148 kg, vilket är genomsnittligt för en sumobrottare. Han använde framgångsrikt snabbhet och teknik för att slå sina (ofta betydligt tyngre) motståndare även om han senare i sin karriär började använda en mer direkt taktik där han utnyttjar sin avsevärda styrka. Han har till exempel lyft upp den 158 kg tunge Kotomitsuki i luften och kastat honom till marken (tsuriotoshi), en teknik som vanligtvis enbart används mot lättare brottare. Asashoryus blixtrande snabbhet blev i någon mån lidande när han ökade i vikt, men han tillhörde fortfarande de snabbaste sumobrottarna. 
Asashoryu var känd för att vara tuff under träning, vilket har medfört att några av de bästa brottarna vägrade träna mot honom på grund av rädsla för skador.
Takamisakari och Kotooshu har båda fått kännbara skador efter träningsmatcher (keiko) mot Asashoryu.

## Karriär
Efter debuten 1999, dröjde det bara 24 turneringar innan han vann sin första turnering i högsta divisionen, vilket är den snabbaste karriären för någon brottare sedan det nuvarande formatet med sex turneringar per år infördes 1958. 30 januari 2003 blev Asashoryu yokozuna, den högsta rangen i sumo. Hans första turnering som yokozuna resulterade i ett förhållandevis svagt 10-5-resultat, men sedan dess har han vunnit sammanlagt 18 turneringar. Han tog två turneringssegrar (yusho) som Ozeki, totalt alltså 20 turneringssegrar hittills.  
Bland höjdpunkterna i hans karriär märks två 15-0-turneringssegrar (zensho yusho) i januari och mars 2004 med totalt 35 matchsegrar i rad (då hade ingen vunnit 15-0 sedan 1996). 
27 november 2004 blev Asashoryu den förste sumobrottare sedan Chiyonofuji (18 år tidigare) som vann fem turneringar på ett år, och tog sin nionde turneringsseger.
Han fortsatte att dominera under 2005 då han vann samtliga turneringar under året och förlorade totalt bara sex matcher. De sex turneringssegrarna under 2005 tillsammans med segern i den sista turneringen 2004 innebar sju turneringssegrar i rad, vilket ingen klarat tidigare. Asashoryu är därmed en av de största i sumohistorien. Segersviten bröts i januari 2006, då ozekin Tochiazuma vann årets första turnering.
Asashoryu pensionerade sig från sumo vid 29 års ålder 28 januari 2010 efter att ha varit i krogbråk under honbashon i januari samma år.

## Avstängningen 2007
Asashoryu är den hittills ende yokozuna som blivit avstängd och fått sin lön delvis indragen. Efter sommarturneringen i Nagoya 2007 anmälde Asashoryu sig skadad med läkarintyg på att han behövde minst sex veckors återhämtning och deltog inte i sommarturnén i norra Japan. Under tiden deltog han i en vänskapsmatch i fotboll i sitt hemland Mongoliet. P.g.a. detta blev han avstängd från de två följande basho i Tokyo september 2007 och i Fukuoka i november samt 30% löneavdrag under 4 månader av Nihon Sumo Kyokai. Asashoryu fick en depression av avstängningen, och fick efter visst övervägande tillåtelse av Nihon Sumo Kyokai att återvända till Mongoliet för vård.
Asashoryu befanns även att ha undanhållit inkomster om 110 miljoner yen från beskattning av skattemyndigheten i Tokyo.